# Remus Opreanu
Remus N. Opreanu (1844-1908) fue un jurista y político rumano, primer prefecto del condado de Constanța.

## Biografía
Nació en Bucarest el 22 de septiembre de 1844, hijo de Nicolae Tudor Opreanu y Elisabeta R. Ciocănescu. Después de estudiar un año en la Facultad de Derecho de la Universidad de Bucarest, en 1865 se trasladó con su hermano a París, donde en julio de 1866 se licenció en derecho y regresó a su país natal. En septiembre de 1866 viajó a Italia para estudiar letras: permaneció en Pisa, Florencia, Roma y Nápoles hasta diciembre de 1869, cuando obtuvo el título de doctor en Letras. De regreso a Rumanía, llegó a Bucarest, donde, viendo que el camino de las letras no se le abría, ingresó en la magistratura.
Fue alternativamente fiscal y adjunto en el tribunal de Prahova, juez en Brăila y presidente en Dâmbovița, luego fiscal en el tribunal de Focșani, juez en el tribunal de Craiova (1873), fiscal general en Focșani y finalmente intercambió el mismo cargo en Craiova, cargo al que renunció. En la primavera de 1876 fue nombrado prefecto de Putna y durante ese año fiscal general del Tribunal de Bucarest. En 1878 se le nombró prefecto del recién creado condado de Constanța. Llegó el 22 de noviembre de 1878 a la ciudad de Constanza y al día siguiente recibió la administración de manos de los rusos. Ocupó el cargo de prefecto de Constanta durante dos periodos 1878-1881 y 1882-1883 Posteriormente ejerció como consejero del Tribunal Superior de Casación. Falleció en octubre de 1908.